# Gamut
Gamut  (auch: Farbumfang) ist eine Bezeichnung für die Menge aller Farben, die ein Gerät (z. B. Monitor, Drucker, Scanner, Filmkamera) unter standardisierten Bedingungen darstellen, wiedergeben oder aufzeichnen kann. Der Gamut bildet einen Körper innerhalb des Raumes der wahrnehmbaren Farben.
Der Gamut ist wichtig im  Farbmanagement: Eine wesentliche Aufgabe des Farbmanagements besteht darin, die Gamuts von Geräten so aufeinander abzubilden, dass möglichst wenig störende Farbverschiebungen und Abrisse entstehen. Diesen Vorgang nennt man Gamut-Mapping und er erfolgt mittels Farbprofilen. Die zu verwendende Gamut-Mapping-Methode legt der Benutzer durch die Wahl eines Rendering Intents fest.

## Übersicht

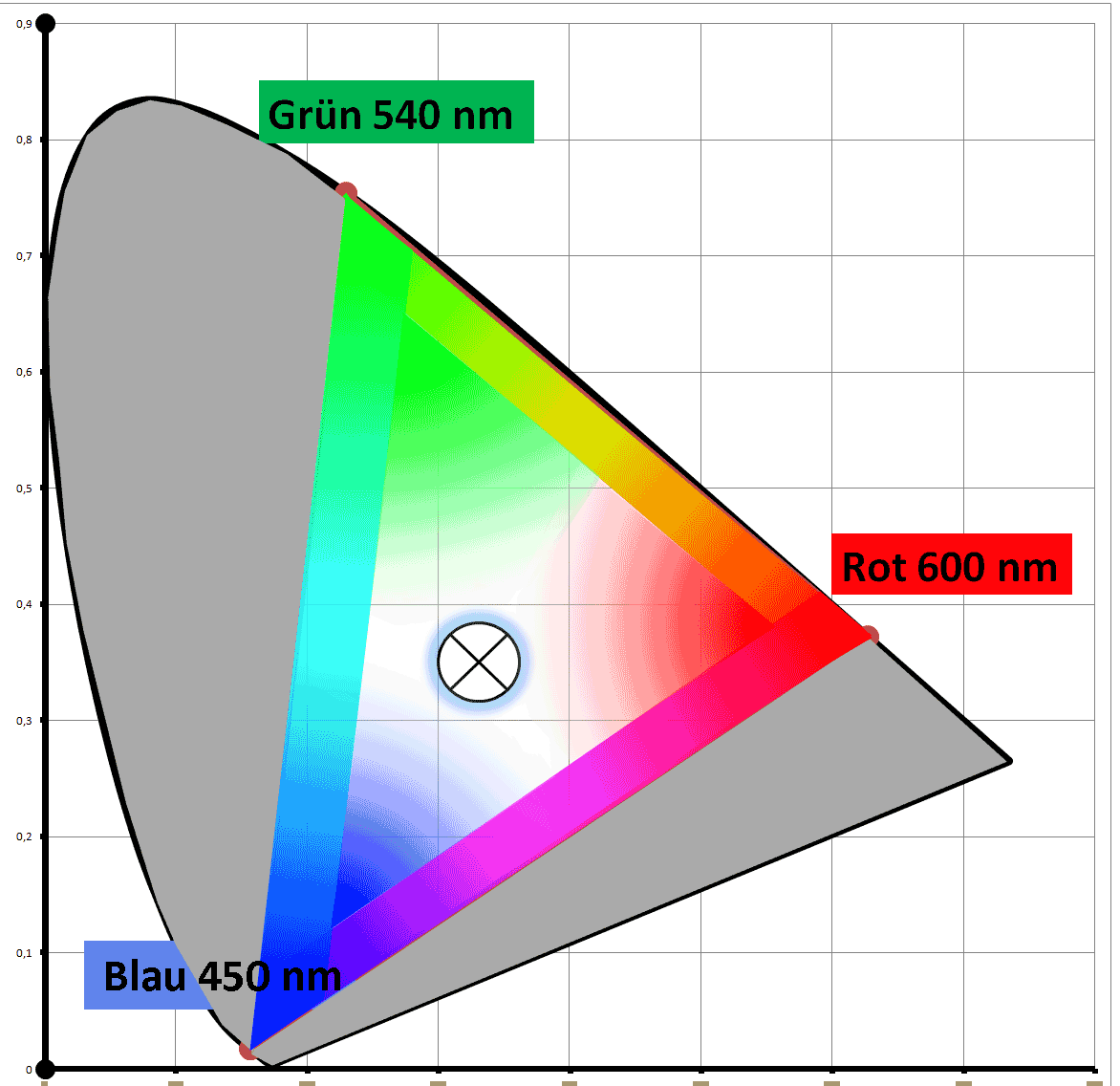
CIE-Chromatizitätsdiagramm

Der Raum der wahrnehmbaren Farben lässt sich 2-dimensional durch das  CIE-Chromatizitätsdiagramm (Normfarbtafel) visualisieren. Er ist im nebenstehenden Diagramm durch die schwarze Umrandung begrenzt. Die Helligkeitsachse ist in dieser Darstellung vernachlässigt. 
Der Gamut eines Gerätes ist beispielhaft als farbiges Dreieck eingezeichnet. Der Gamut des Gerätes entspricht in diesem Fall einem RGB-Farbraum. Der RGB-Farbraum ist typisch für Monitore oder Kameras.
Die Farben in der grau dargestellten Fläche können durch das Gerät nicht erreicht werden. Sie sind außerhalb des Gamuts.

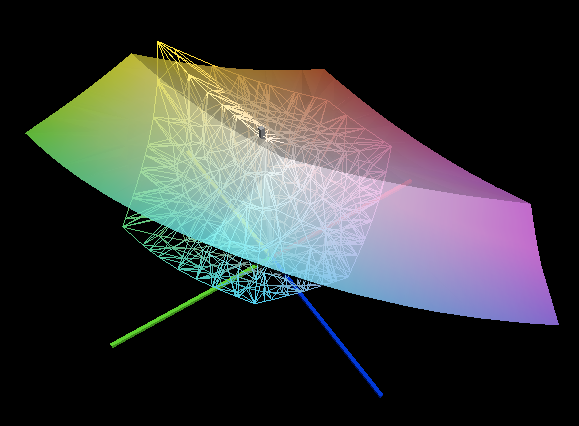
Bildschirm- und Druckmaschinen-Gamut im CIELAB-Farbraum

Eine 3-dimensionale Darstellung des Gamut erlaubt genauere Einblicke: 
Der Raum der wahrnehmbaren Farben ist in diesem Beispiel durch den CIELAB-Farbraum gegeben. Unten im Bild sind die von Grün nach Rot verlaufende a*-Achse und die von Blau nach Gelb verlaufende b*-Achse des L*a*b*-Farbraums zu sehen. Sie schneiden sich mit der senkrecht von schwarz nach weiß verlaufenden Helligkeitsachse L*.
In diesen Raum sind der Bildschirm- und der Druckmaschinen-Gamut als Körper eingezeichnet. 
Der Gamut des sRGB-Bildschirms ist ein transparenter Körper und der Gamut einer Offset-Druckmaschine ist als farbiges Gitternetz dargestellt. Für eine interaktive Analyse kann die Darstellung aus verschiedenen Perspektiven betrachtet werden. Man sieht die Überschneidungen der beiden Körper, also den Ausschnitt des Farbumfangs, der von beiden Geräten erreicht wird.